# Eucheilopora
Eucheilopora is een mosdiertjesgeslacht uit de familie van de Cribrilinidae en de orde Cheilostomatida. De wetenschappelijke naam ervan is in 1916 voor het eerst geldig gepubliceerd door Lang.

## Soorten
- Eucheilopora labellosa Lang, 1916
- Eucheilopora lepida Lang, 1916
- Eucheilopora pediculosa Lang, 1916
- Eucheilopora radiata (Roemer, 1840)